# 카타르의 국장

카타르의 국장

카타르의 국장은 2022년에 카타르의 에미르인 타밈 빈 하마드 알사니에 의해서 새로운 형태로 약간 변경된 형태이며 1976년 당시에 제정되었던 원형을 제거한 국장으로 변경되었다. 또한 카타르의 나라색인 밤색만을 사용했다.
바다 물결 무늬 위에 아시아의 해상 무역을 독점하던 이슬람 제국의 전통 선박인 다우와 두 그루의 야자나무가 있는 섬이 그려져 있으며 엇갈린 채로 놓인 초승달 모양의 두 개의 칼이 이를 감싸고 있는 문양이 그려진 형태를 지니고 있다.

## 역대 카타르의 국장

카타르의 국장 (1966년 ~ 1976년)
카타르의 국장 (1976년 ~ 2022년)

## 같이 보기
- 카타르의 국기